# Anisacate tigrinum
Anisacate tigrinum là một loài nhện trong họ Amaurobiidae.
Loài này thuộc chi Anisacate. Anisacate tigrinum được Cândido Firmino de Mello-Leitão miêu tả năm 1941.